# Кубок європейських чемпіонів 1961—1962
Кубок європейських чемпіонів 1961—1962 — 7-й сезон Кубка європейських чемпіонів, головного європейського клубного турніру. Вдруге поспіль переможцем стала «Бенфіка», яка у фіналі на Олімпійському стадіоні в Амстердамі обіграла «Реал Мадрид» з рахунком 5:3.
Мальта вперше взяла участь цього сезону.

## Попередній раунд
| Команда 1            | Заг. | Команда 2                  | 1-й матч | 2-й матч |
| -------------------- | ---- | -------------------------- | -------- | -------- |
| КЦА (Бухарест)       | 0:2  | Аустрія (Відень)           | 0:0      | 0:2      |
| Нюрнберг             | 9:1  | Драмкондра (Дублін)        | 5:0      | 4:1      |
| Серветт (Женева)     | 7:1  | Гіберніанс (Паола)         | 5:0      | 2:1      |
| ЦДНА (Софія)         | 5:6  | Дукла (Прага)              | 4:4      | 1:2      |
| Гетеборг             | 2:11 | Феєнорд (Роттердам)        | 0:3      | 2:8      |
| Гурник (Забже)       | 5:10 | Тоттенгем Готспур (Лондон) | 4:2      | 1:8      |
| Стандард (Льєж)      | 4:1  | Фредрікстад                | 2:1      | 2:0      |
| Форвертс (Берлін)    | 3:0  | Лінфілд (Белфаст)          | 3:0      | відм.    |
| Монако               | 4:6  | Рейнджерс (Глазго)         | 2:3      | 2:3      |
| Спортінг (Лісабон)   | 1:3  | Партизан (Белград)         | 1:1      | 0:2      |
| Панатінаїкос (Афіни) | 2:3  | Ювентус (Турин)            | 1:1      | 1:2      |
| Спора                | 2:15 | Б 1913 (Оденсе)            | 0:6      | 2:9      |
| Вашаш (Будапешт)     | 1:5  | Реал Мадрид                | 0:2      | 1:3      |

## Перший раунд
| Команда 1            | Заг. | Команда 2                  | 1-й матч | 2-й матч |
| -------------------- | ---- | -------------------------- | -------- | -------- |
| Аустрія (Відень)     | 2:6  | Бенфіка (Лісабон)          | 1:1      | 1:5      |
| Фенербахче (Стамбул) | 1:3  | Нюрнберг                   | 1:2      | 0:1      |
| Серветт (Женева)     | 4:5  | Дукла (Прага)              | 4:3      | 0:2      |
| Феєнорд (Роттердам)  | 2:4  | Тоттенгем Готспур (Лондон) | 1:3      | 1:1      |
| Форвертс (Берлін)    | 2:6  | Рейнджерс (Глазго)         | 1:2      | 1:4 *    |
| Стандард (Льєж)      | 7:1  | Гака (Валкеакоскі)         | 5:1      | 2:0      |
| Партизан (Белград)   | 1:7  | Ювентус (Турин)            | 1:2      | 0:5      |
| Б 1913 (Оденсе)      | 0:12 | Реал Мадрид                | 0:3      | 0:9      |

## Чвертьфінали
| Команда 1       | Заг.    | Команда 2                  | 1-й матч | 2-й матч |
| --------------- | ------- | -------------------------- | -------- | -------- |
| Нюрнберг        | 3:7     | Бенфіка (Лісабон)          | 3:1      | 0:6      |
| Дукла (Прага)   | 2:4     | Тоттенгем Готспур (Лондон) | 1:0      | 1:4      |
| Стандард (Льєж) | 4:3     | Рейнджерс (Глазго)         | 4:1      | 0:2      |
| Ювентус (Турин) | 1:1 1:3 | Реал Мадрид                | 0:1      | 1:0      |

## Півфінали
| Команда 1         | Заг. | Команда 2                  | 1-й матч | 2-й матч |
| ----------------- | ---- | -------------------------- | -------- | -------- |
| Реал Мадрид       | 6:0  | Стандард (Льєж)            | 4:0      | 2:0      |
| Бенфіка (Лісабон) | 4:3  | Тоттенгем Готспур (Лондон) | 3:1      | 1:2      |

## Фінал
| 2 травня 1962 |

| Бенфіка (Лісабон)                               | 5:3 | Реал Мадрид          |
| ----------------------------------------------- | --- | -------------------- |
| Агуаш 25' Кавем 34' Колуна 51' Еусебіу 63', 69' |     | Пушкаш 17', 23', 38' |

| Олімпійський, Амстердам Глядачів: 61 257 Арбітр: Лео Горн |